# Alison Rose
Alison Jane Rose (nascida em 10 de dezembro de 1961) é a directora do Newnham College, Cambridge. Ela é uma ex-diplomata britânica e foi a embaixadora britânica na Bélgica de 2014 a 2019.

## Juventude e educação
Rose nasceu em Coventry e estudou na Barr's Hill Grammar School. Ela então passou para história moderna no Newnham College, Cambridge. Ela foi a primeira da sua família a formar-se academicamente.

## Carreira
Ela foi nomeada embaixadora do Reino Unido na Bélgica em outubro de 2013 e ocupou o cargo de 11 de agosto de 2014 a julho de 2019.
Rose foi eleita pelo Newnham College, Cambridge, como directora em janeiro de 2019, e tomou posse formalmente em outubro de 2019 como a décima terceira directora de Newnham. Isso significa que ela agora é a directora da faculdade da qual é ex-aluna. A eleição de Rose foi calorosamente recebida por outros ex-alunos e colegas nas redes sociais.